# 億元導演俱樂部
億元導演俱樂部是媒體報導中常見稱謂，指代執導之華語電影取得了（媒體所發佈的）中国大陆电影票房過億元的華人導演之群體。
進入二十一世紀以後，隨著中国大陆經濟增長，大眾消費水平提高，電影市場愈近繁榮；電影製作技術逐漸成熟；電影業投資劇增。出現了電影票房過億元的華語電影，而取得了票房過億的華語電影導演，被新聞媒體稱為億元票房導演；或簡稱億元導演。後來此華人億元導演逐漸增多，就稱新的億元導演加入了億元導演俱樂部；或簡稱億元俱樂部。如此類推，取得了兩億、三億的導演就為兩億導演、三億導演 ，加入了兩億導演俱樂部、三億導演俱樂部。

## 相關電影
| 首映年份 | 电影名称            | 出品公司 | 制片成本预算            | 导演          | 時光網統計 | 騰訊網統計 | CCTV統計 | 夸克電影網統計 | 票總網統計 |
| -------- | ------------------- | --- | ----------------------- | ------------- | ---------- | ---------- | -------- | -------------- | ---------- |
| 2009年   | 建国大业            | 中国电影集团 电影频道节目制作中心 上海电影集团公司上海电影制片厂 寰亚电影有限公司 北京市广播电影电视局 英皇影业有限公司 北京國立常升影視文化傳播有限公司 北京华录百纳影视有限公司 江苏省广播电视总台（集团） 北京保利博纳电影发行有限公司 DMG娱乐传媒集团 北京鑫宝源影视投资有限公司 | 440萬美元（演员零片酬） | 韩三平 黄建新 | 億         | 億         |          | 億             | 億         |
| 2009年   | 大内密探灵灵狗      | 中国电影集团 学者国际 北京华录百纳影视有限公司 欢乐传媒 | 600萬美元               | 王晶          | 0.95億     | 1.02億     |          | 1.02億         | 1.02億     |
| 2009年   | 南京！南京！        | 中国电影集团 星美(北京)影业有限公司 江苏省广播电视总台（集团） 寰亚电影有限公司 上海百量投资咨询有限公司 | 1,172萬美元             | 陆川          | 1.65億     | 1.70億     |          | 1.70億         | 1.70億     |
| 2009年   | 游龍戲鳳            | 寰亞電影有限公司 華誼兄弟影業投資有限公司 | 500萬美元               | 劉偉強        | 1.02億     | 1.02億     |          | 1.01億         | 1.02億     |
| 2009年   | 瘋狂的賽車          | 北京電影製片廠 中影華納橫店影視有限公司 北京國立常升影視文化傳播有限公司 | 150萬美元               | 寧浩          | 1.09億     | 1.09億     |          | 1.09億         | 1.09億     |
| 2009年   | 赤壁（下）          | 中國電影集團公司 Avex Entertainment | 8,000萬美元 （含上集）  | 吳宇森        | 2.51億     | 2.50億     |          | 2.54億         | 2.51億     |
| 2008年   | 非誠勿擾            | 華誼兄弟影業投資有限公司 寰亚电影有限公司 浙江影視集團 | 600萬美元               | 馮小剛        | 3.10億     | 3.23億     | 3.40億   | 3.10億         | 3.10億     |
| 2008年   | 梅蘭芳              | 中國電影集團公司 中環國際娛樂公司 英皇電影 | 1,500萬美元             | 陳凱歌        | 1.13億     | 1.10億     | 1.14億   | 1.14億         | 1.13億     |
| 2008年   | 畫皮                | 寧夏電影製片廠上海電影集團公司 | 1,500萬美元             | 陳嘉上        | 2.29億     | 2.32億     | 2.32億   | 2.29億         | 2.29億     |
| 2008年   | 赤壁（上）          | 中國電影集團公司 Avex Entertainment | 8,000萬美元 （含下集）  | 吳宇森        | 3.12億     | 3.22億元   | 3.22億   | 3.12億         | 3.12億     |
| 2008年   | 長江7號             | 哥倫比亞電影公司 星辉海外有限公司 北京電影製片廠 | 2,000萬美元             | 周星馳        | 1.86億     | 2.03億     | 2.03億   | 2.03億         | 2.03億     |
| 2008年   | 大灌籃 （功夫灌籃） | 上海電影集團公司 台灣长宏影視股份有限公司 英皇電影 | 1,000萬美元             | 朱延平        | 1.13億     | 1.13億     | 1.13億   | 1.13億         | 1.13億     |
| 2007年   | 集結號              | 華誼兄弟影業投資有限公司 | 1,500萬美元             | 馮小剛        | 2.41億     | 2.60億     | 2.60億   | 2.41億         | 2.60億     |
| 2007年   | 投名狀              | 中国电影集团公司 寰亚电影有限公司 Morgan & Chan Films Ltd. | 4,000萬美元             | 陳可辛        | 2.00億     | 2.02億     | 2.02億   | 1.99億         | 2.10億     |
| 2007年   | 色，戒              | 焦點影業（美） 博偉電影（台） 安樂影片有限公司（港） 上海電影集團公司 | 1,500萬美元             | 李安          | 1.26億     | 1.38億     | 1.37億   | 1.26億         | 1.26億     |
| 2006年   | 滿城盡帶黃金甲      | 北京新画面影业有限公司 安乐管理咨询有限公司 | 4,500萬美元             | 張藝謀        | 2.91億     | 2.91億     | 2.91億   | 2.85億         | 2.91億     |
| 2006年   | 夜宴                | 華誼兄弟影業投資有限公司 | 1,500萬美元             | 馮小剛        | 1.25億     | 1.25億     | 1.25億   | 1.30億         | 1.25億     |
| 2006年   | 霍元甲              | 星河投资有限公司 北京电影制片厂 中国电影集团公司第一制片分公司 | 3,000萬美元             | 于仁泰        | 1.02億     | 1.05億     | 1.05億   | 1.02億         | 1.02億     |
| 2005年   | 無極                | 中国电影集团公司 | 4,400萬美元             | 陳凱歌        | 1.80億     | 1.80億     | 1.79億   | 1.80億         | 1.80億     |
| 2004年   | 功夫                | 新力影業 哥倫比亞電影公司 | 2,000萬美元             | 周星馳        | 1.55億     | 1.55億     | 1.55億   | 1.60億         | 1.60億     |
| 2004年   | 天下無賊            | 華誼兄弟影業投資有限公司 | 500萬美元               | 馮小剛        | 1.20億     | 1.20億     | 1.20億   | 1.20億         | 1.20億     |
| 2004年   | 十面埋伏            | 北京新畫面影業有限公司 | 3,000萬美元             | 張藝謀        | 1.54億     | 1.54億     | 1.53億   | 1.54億         | 1.54億     |
| 2002年   | 英雄                | 北京新畫面影業有限公司 | 3,000萬美元             | 張藝謀        | 2.50億     | 2.50億     | 2.50億   | 2.50億         | 2.50億     |

上述列表按影片于大陆首映日期排列；票房數字作保留三位有效數字處理，單位為人民幣。

## 備註

### 關於票房數字
- 由於中国大陆没有官方的历史票房数据[18]，是難以存在唯一標準的票房數字來源。這裡所舉的電影票房，是各媒體所發佈的數字。會與真實的票房情況略有差異，但媒體報導的票房數字基本真實的描繪出了各個影片的市場反應。

### 關於稱呼範圍
- 值得注意的是如今所提起的億元電影、億元導演，多是指“二十一世紀”以後“中国大陆”出現的上億票房的華語電影、華人導演，而二十一世紀以前所出現的票房上億元的國產電影、華人導演；及其他在大陆上映的外國影片、外籍導演則沒有如此的稱謂。[19][20]

（蓋因21世紀以前中国大陆取得上億票房的國產電影與如今盛行之華語大片在投資、技術、演員陣容上有別，後者更傾向于商業電影；而如今華語媒體所謂之“億元導演”多指“中國”億元導演，故外籍導演不在此範疇。）

## 電影評價

### 正面評價
- “億元電影”和“億元導演俱樂部”的出現良好地反應出現今大陆電影的市場繁榮、大陆電影產業漸趨成熟[21]、“華語大片”盛行[22]。部份影片在觀眾和專業影評人中獲得肯定、讚賞[23][24][25][26][27]。

### 中性評價
- 億元票房本身是直接反應該影片受關注的程度，並不代表影片受歡迎程度[28]或藝術性。除此外，票房的成績往往與導演的號召力[29]、電影的演員陣容、影片的宣傳力度[30]、上映的檔期情況、大陆觀眾階段性的口味喜好密切相關[31]。

### 負面評價
- 大部份的億元票房華語大片，特別是中国大陆導演拍攝的片往往在當年的金像獎、金馬獎、金雞獎難受青睞，無緣各重要獎項。[32]

- 而由於受關注程度之高、觀眾對大片的“期待”之大，往往在取得高票房的同時，對於影片內容本身受到很多批評之聲，甚至出現熱烈情況不遜票房的質疑[33][34]、指責[35][36]、嘲諷[37]、惡搞[38][39]現象。

## 資料
1. ↑  媒體稱朱延平為亿元导演[永久]
2. ↑  參見列表
3. ↑  媒體稱朱延平跻身亿元导演俱樂部[永久]
4. ↑  .   [2009-04-29]. （原始内容存档于2016-03-04）.
5. ↑  .   [2009-04-29]. （原始内容存档于2008-01-13）.
6. ↑  .   [2009-04-29]. （原始内容存档于2009-01-18）.
7. ↑  .   [2009-05-10]. （原始内容存档于2009-05-06）.
8. ↑  .   [2009-05-10]. （原始内容存档于2009-03-01）.
9. ↑  騰訊網提供的票房統計2
10. ↑  .   [2009-05-12]. （原始内容存档于2009-04-12）.
11. ↑  .   [2009-05-10]. （原始内容存档于2016-03-05）.
12. ↑  夸克電影網提供的票房統計2[永久]
13. ↑  .   [2009-05-16]. （原始内容存档于2016-03-05）.
14. ↑  .   [2009-05-16]. （原始内容存档于2016-03-05）.
15. ↑  夸克電影網提供的票房統計5[永久]
16. ↑  票總網提供的票房統計[永久]
17. 1 2  . 中國新聞網. 2008年2月3日  [2009年5月10日]. （原始内容存档于2008年4月30日）.
18. ↑  .   [2009-05-10]. （原始内容存档于2016-03-05）.
19. ↑  中國國內各大新聞媒體對并未有稱在國內上映取得上億票房的外籍導演、二十一世紀以前的取得上億票房的華人導演加入億元導演俱樂部。
20. ↑  .   [2009-05-10]. （原始内容存档于2013-06-04）.
21. ↑  .   [2009-04-28]. （原始内容存档于2010-12-18）.
22. ↑  .   [2009-04-28]. （原始内容存档于2016-05-07）.
23. ↑  .   [2009-04-28]. （原始内容存档于2008-07-26）.
24. ↑  參看2005年香港電影金像獎第42屆金馬獎《功夫》的獲獎情況，此外該電影獲金球獎最佳外語片提名，和英國電影和電視藝術學院最佳外語片提名。
25. ↑  參看第64屆威尼斯國際電影節、2008年香港電影金像獎、第44屆金馬獎《色，戒》的獲獎情況
26. ↑  參看2008年香港電影金像獎、第45屆金馬獎《投名狀》的獲獎情況
27. ↑  參見2008年百花獎、第45屆金馬獎、2009年香港電影金像獎《集結號》的獲獎情況
28. ↑  .   [2009-04-28]. （原始内容存档于2008-10-12）.
29. ↑  .   [2009-04-28]. （原始内容存档于2009-06-28）.
30. ↑  .   [2009-04-28]. （原始内容存档于2009-01-24）.
31. ↑  .   [2009-04-28]. （原始内容存档于2012-07-11）.
32. ↑  參見金雞獎金馬獎香港電影金像獎
33. ↑  .   [2009-04-28]. （原始内容存档于2008-11-06）.
34. ↑  《霍元甲》面对“真实”的尴尬[永久]
35. ↑  .   [2009-04-28]. （原始内容存档于2007-11-18）.
36. ↑  .   [2009-04-28]. （原始内容存档于2009-05-06）.
37. ↑  .   [2009-04-28]. （原始内容存档于2012-07-09）.
38. ↑  一個饅頭引發的血案
39. ↑  .   [2009-04-28]. （原始内容存档于2009-02-24）.